# Hérauts de Galactus
Les Hérauts de Galactus (« Heralds of Galactus » en VO) est le nom d'un groupe de personnages de fiction successifs évoluant dans l'univers Marvel de la maison d'édition Marvel Comics. Tous les hérauts ont été au cours de leur carrière au service de Galactus, le Dévoreur de Mondes.
Créés par le scénariste Stan Lee et le dessinateur Jack Kirby, les personnages de Galactus et du Surfer d'argent apparaissent pour la première fois dans le comic book Fantastic Four #48 de mars 1966. Par la suite, d'autres auteurs et dessinateurs travaillent sur le Dévoreur de Mondes. De nouveaux personnages sont créés et parfois des personnages déjà existants de Marvel deviennent des hérauts de Galactus pendant quelques aventures, comme la Torche Humaine (Johnny Storm) ou Dazzler (Alison Blaire).
Galactus se fait généralement précéder d'un héraut sur les mondes qu'il va détruire pour s'en nourrir, le héraut annonçant sa venue et permettant aux habitants de fuir la planète condamnée. Les hérauts sont choisis par Galactus, qui les dote d'une fraction de son pouvoir cosmique. La principale mission d'un héraut est de chercher des planètes capables d'assouvir la faim insatiable de son maître. En règle générale, Galactus n'a qu'un seul héraut à son service en un temps donné.
Lorsqu'ils retrouvent leur liberté, les hérauts de Galactus conservent les pouvoirs cosmiques qu'il leur a conférés et partent à l'aventure. Certains sont des super-héros, le plus connu étant le Surfer d'argent, tandis que d'autres deviennent des super-vilains, comme Terrax. Il arrive que les hérauts de Galactus s'allient pour lutter contre une menace, comme celle de Tyrant ou lors de la vague d'attaque d'Annihilus au cours du crossover Annihilation (en).

## Liste
Par ordre d’apparition dans les comics (en tant que héros de Galactus)

### Le Surfer d'argent
Norin Raad, alias le Surfer d'argent (« The Silver Surfer ») est un personnage de fiction créé par le scénariste Stan Lee et le dessinateur Jack Kirby qui apparaît pour la première fois dans le comic book Fantastic Four (vol. 1) #48 en mars 1966. En France, il apparaît dans Fantask no 1. 
Le Surfer d'argent est le premier héraut de Galactus connu sur Terre.

### Air-Walker
Gabriel Lan, alias Air-Walker est un personnage de fiction créé par le scénariste Stan Lee et le dessinateur John Buscema qui apparaît pour la première fois dans le comic book Fantastic Four (vol. 1) #120 en mars 1972.
Le capitaine xandarien (en) Gabriel Lan dirige un vaisseau spatial d'exploration lorsque Galactus lui propose de prendre la place du Surfer d'argent. Il accepte et devient Air-Walker. Gabriel Lan sert fidèlement son maître jusqu'à se sacrifier pour le protéger. Galactus transfère alors la conscience de son ancien héraut dans une copie robotique.

### Firelord
Pyreus Kril, alias Firelord est un personnage de fiction créé par le scénariste Gerry Conway et le dessinateur John Buscema qui apparaît pour la première fois dans le comic book The MightyThor (vol. 1) #225 en juillet 1974.
Firelord entre au service de Galactus après que Air-Walker ait trouvé la mort. Grâce à Thor, il se fait remplacer par le Destructeur et retrouve sa liberté. Il a des aventures avec Starfox puis avec le Surfer d'argent. Lorsque la Vague d'Annihilation frappe l'univers, Firelord s'associe aux autres anciens hérauts de Galactus pour combattre les forces d'Annihilus.

### Le Destructeur
Le Destructeur (« Destroyer ») est un personnage de fiction créé par le scénariste Stan Lee et le dessinateur Jack Kirby qui apparaît pour la première fois dans le comic book Journey into Mystery #118 en juillet 1965. 
Armure enchantée créée par Odin dans son plan pour contrer un éventuel retour des Célestes sur Terre, celle-ci ne fonctionne que si elle est alimentée par la force vitale d'un individu, qu'il soit un dieu ou un homme.
Thor offrit le Destructeur à Galactus en échange de la liberté du héraut Firelord. Le Dévoreur de Monde l'utilisa jusqu'à ce que le dieu Loki la lui reprenne en le trompant.

### Terrax
Tyros de Laniak, alias Terrax est un personnage de fiction créé par le scénariste Marv Wolfman, le dessinateur John Byrne et l'encreur Joe Sinnott qui apparaît pour la première fois dans le comic book Fantastic Four #211 en octobre 1979.
Terrax le Conquérant est connu pour être un super-vilain, ennemi du Surfer d'argent et des Quatre Fantastiques. Le personnage apparaît dans les deux séries respectives mais également lors de conflits galactiques comme l'Annihilation. Son arme préférée est une hache cosmique, donnée par Galactus. Il possède un contrôle important sur la matière rocheuse (augmenté par Galactus) qui lui permet de la modeler à sa guise, de l'animer et de la faire léviter.

### Nova
Frankie Raye est un personnage de fiction créé par le scénariste Roy Thomas et le dessinateur George Pérez qui apparaît pour la première fois dans le comic book Fantastic Four (vol. 1) #164 en novembre 1975.
Dans Fantastic Four #244 en juillet 1982, réalisé par John Byrne, le personnage devient un héraut de Galactus et prend alors pour nom Nova. Celle-ci trouve la mort dans le numéro 75 de la série Silver Surfer en décembre 1992.
- Biographie du personnage :

Frankie Raye est la belle-fille de Phineas T. Horton, inventeur de l'androïde Human Torch. Elle a été exposée à des produits chimiques qui l'ont dotée de pouvoirs similaires à ceux de l'androïde. Son beau-père l'hypnotise pour qu'elle oublie l'incident et que désormais, elle ait une peur du feu qui l'empêche d'utiliser ses capacités.
Plus tard, elle a une liaison amoureuse avec Johnny Storm des Quatre Fantastiques. Elle découvre ce que son père lui a fait et retrouve la mémoire. Sous la direction de Storm, elle apprend à contrôler ses pouvoirs et devient un membre officieux des Quatre Fantastiques. Bien qu'elle souhaite se joindre à l'équipe dans leurs aventures, Mr Fantastique la laisse souvent en arrière, en raison de son manque d'expérience.
Lorsque Galactus revient sur Terre en quête de nourriture, Frankie Raye se propose pour devenir son héraut et ainsi sauver la Terre. Le Dévoreur des mondes accepte. Désormais nommée Nova, elle prend plaisir à explorer le cosmos et fournir de nouveaux mondes pour apaiser la faim de son maître. Elle se soucie peu de la vie qui peut y être présente, jusqu'à une rencontre avec le Surfer d'argent qui change sa vision des choses.
Désormais Nova est plus réticente à servir Galactus. Ce dernier se lasse d'elle et prend Morg, un être vicieux, comme nouveau héraut.
Bientôt une coalition d'anciens hérauts, dont fait partie Nova, s'oppose à Morg. Durant l'affrontement, Morg tue Nova. Par la suite, le Surfer d'argent envoie sa dépouille dans un soleil,,.
- Pouvoirs et capacités :

Avant ses aventures cosmiques, Frankie Raye pouvait générer du feu à la manière de l'androïde Human Torch. Le pouvoir cosmique octroyé par Galactus permet à Nova de manipuler l'énergie cosmique sous la forme d'un feu stellaire.
Elle est toujours entourée d'une aura enflammée. Comme tous les hérauts de Galactus, elle possède une force, une résistance et une endurance surhumaines. Elle peut se déplacer à une vitesse proche de celle de la lumière et survivre au vide spatial.

### Morg
Morg est un personnage de fiction créé par le scénariste Ron Marz et le dessinateur Ron Lim qui apparaît pour la première fois dans le comic book Silver Surfer (vol. .3) #69 en août 1992. Ron Marz, scénariste régulier de la série, utilise le personnage dans l'histoire « The Herald Ordeal » des numéros 70 à 75.
Des hérauts de Galactus se rassemblent pour affronter le nouveau serviteur de Galactus, ce dernier y perdant la vie. Mais dès le numéro 76 de la série, Morg l'Exécuteur est ramené à la vie. Ron Marz l'emploie dans les numéros suivants jusqu'à sa rencontre avec Tyrant dans les numéros 80 et 81 en 1993. L'année suivante, Le personnage réapparaît dans Silver Surfer #102 puis 104-109.

### Red Shift
Red Shift est un personnage de fiction créé par le scénariste Louise Simonson et le dessinateur John Buscema qui apparaît pour la première fois dans le comic book Galactus: The Devourer #1 en septembre 1999.
Le personnage est présent dans les mini-séries Galactus: The Devourer ainsi que dans Annihilation: Silver Surfer et Annihilation en 2006.
- Biographie du personnage :

Après la mort de Morg face à Tyrant, le Dévoreur de Planètes recrute Red Shift en tant que nouveau héraut. Lorsque son maître commence à avoir besoin de plus d'énergie, Red Shift s'intéresse à des planètes ayant développé une vie consciente. Il prend pour cible la Terre et entre en conflit contre le Surfer d'Argent. Un long combat s'ensuit et Red Shift vaincu est laissé seul dans l'espace. Pendant ce temps, Galactus est repoussé par les héros de la Terre. Le Dévoreur change de cible, puis périt lorsqu'il se nourrit d'une planète de l'empire shi'ar. Par la suite, il est ramené à la vie mais Red Shift n'est plus à son service,.
Lorsque la Vague d'Annihilation frappe l'univers, Red Shift s'associe aux autres anciens hérauts de Galactus pour combattre les forces d'Annihilus qui les traquent. Il combat également aux côtés d’autres résistants comme Drax le Destructeur, Gamora, la shi'ar Cerise ou l'humain Star-Lord. Avec Stardust, il protège l'espace aérien des bases du Front Unifié, dirigé par Richard Rider / Nova, le dernier Centurion Nova de Xandar,. Durant un combat sur Daedalus 5, Red Shift est le premier à réaliser que la planète est perdue. Stardust et lui libèrent et protègent un passage pour évacuer les vaisseaux alliés. Quand Annihilus utilise Galactus, transformé en arme par Thanos, Red Shift et Stardust tentent de bloquer la vague d'énergie et sont détruits. Seul Stardust survit grâce à sa nature énergétique qui lui permet de se reconstruire,.
- Pouvoirs, capacités et équipement :

Le pouvoir cosmique accordé par Galactus à Red Shift lui permet d'ouvrir des portails dimensionnels à travers de vastes distances. Ils les emploie pour déplacer des personnes, modifier la trajectoire de projectiles ou de décharges d'énergies. Il contrôle également l’intégralité du spectre électromagnétique.
Il est équipé de deux épées cosmiques ; ses capacités semblent en dépendre.
Comme tous les autres hérauts de Galactus, il possède une force, une résistance et une endurance surhumaines. Il peut se déplacer à une vitesse proche de celle de la lumière et survivre au vide spatial.

### Le Déchu
Le Déchu, (« Fallen One ») est un personnage de fiction créé par le scénariste Keith Giffen et le dessinateur Ron Lim qui apparaît pour la première fois dans le comic book Thanos #11 en août 2004. Le personnage est aussi présent dans Thanos #12. En 2006, Keith Giffen réutilise son personnage dans le one-shot Annihilation: Prologue et la mini-série Annihilation: Silver Surfer.
Le Déchu est connu rétroactivement pour être le premier héraut de Galactus avant le Surfer d'argent.
- Biographie du personnage :

Bien avant le Surfer d'argent, Galactus recrute un héraut dont le véritable nom est perdu depuis longtemps. Nommé par la suite « le Déchu », il possède un caractère violent, agressif, voire à la limite de la folie, prenant plaisir à faire souffrir les autres. Ses traits de caractère poussent son maître à le chasser.
L'ancien héraut est emprisonné à plusieurs reprises et à chaque évasion, le Déchu part affronter son ancien maître. Après l'une de ses confrontations, Thanos trouve le corps inconscient du héraut et en profite pour lui imposer un contrôle mental qui en fait son esclave,.
Le Déchu assiste à la rencontre entre Thanos et la Mort quelques jours avant le début de la Vague d'Annihilation. Puis Thanos l'envoie étudier les Chercheurs. Au cours de cette mission, le Déchu est capturé par Egide et Ténébreux. Ces deux êtres voulant en savoir plus sur Galactus, ils l'interrogent et ponctionnent ses pouvoirs. Lorsque Thanos vient réclamer son serviteur, un corps desséché lui est rendu,.
- Pouvoirs et capacités :

Le pouvoir cosmique accordé par Galactus au Déchu lui permet de générer de puissants rayons d'énergie. Il utilise aussi comme source de pouvoir une sorte de « matière noire » qui, selon ses dires, maintient la cohérence de l'univers. Cette réserve semble inépuisable.
Comme tous les autres hérauts de Galactus, il possède une force, une résistance et une endurance surhumaines. Il peut se déplacer à une vitesse proche de celle de la lumière et survivre au vide spatial.

### Stardust
Lambda-Zero, alias Stardust est un personnage de fiction créé par les scénaristes Michael Avon Oeming, Dan Berman et le dessinateur Andrea Divito qui apparaît pour la première fois dans le comic book Stormbreaker: The Saga of Beta Ray Bill #1 en mars 2005. Le personnage est présent dans l'intégralité de cette mini-série.
Le scénariste Keith Giffen l'emploie dans les mini-séries Annihilation: Silver Surfer et Annihilation de 2006. L'année suivante, le personnage apparaît dans Annihilation: Heralds of Galactus #1 de Stuart Moore, et dans les numéros 545 à 546 de la série Fantastic Four scénarisé par Dwayne McDuffie.
- Biographie du personnage :

L'Ethereal Lambda-Zero prend le nom de Stardust lorsqu'il devient un héraut de Galactus. Sous les ordres de son maître, il s'attaque à New Korbin, la planète où vivent le peuple de Beta Ray Bill, les Korbinites. Bill affronte Stardust. Leur combat permet la venue d'Asteroth, une créature maléfique venu d'une autre dimension. Stardut et Beta Ray Bill sont alors forcés de coopérer pour repousser la menace. L'intervention de Galactus met fin au monstre,. Lors de l'invasion provoquée par Annihilus, Stardust rejoint Red Shift et Firelord, d'autres hérauts de Galactus, afin de combattre la flotte extra-terrestre,.
Le trio est plus tard rejoint par la force de résistance commandée par Richard Rider / Nova. Lors d'un affrontement, Stardust et Red Shift sont tous deux détruits par une vague d'énergie provenant de Galactus, transformé en arme par Thanos et utilisé par Annihilus,. Composée d'énergie pure, Stardust se reconstitue. Les derniers membres de sa race le retrouvent et le jugent coupable de trahison. En se défendant, il les tue tous et absorbe leurs esprits. Il repart se mettre au service de Galactus, mais ce dernier a repris le Surfer à sa place. Déçu, il donne au Dévoreur les restes de ses congénères pour qu'il s'en nourrisse, ce qui surprend Galactus. : Ce dernier décide de prendre Stardust en tant que second héraut,,.
- Pouvoirs, capacités et équipement :

Le pouvoir cosmique accordé par Galactus a transformé Lambda-Zero en un être composé d'énergie cosmique.
Physiquement, Stardust possède quatre avant-bras, une crête dorsale, une longue queue ainsi que trois paires d'yeux.
Il ressent la douleur, peut être coupé en deux, blessé ou mutilé mais peut se régénérer à volonté.
Comme les autres hérauts de Galactus, il peut voler à travers l'espace, n'a pas besoin de respirer ou de se nourrir, est immunisé aux maladies et ne vieillit pas.
Il emploie une arme semblable à une hallebarde qui lui sert à canaliser son pouvoir et émettre des rafales d'énergie. Celles-ci peuvent également être émises de ses mains ou ses yeux.

### Praeter
Le pasteur Mike est un personnage de fiction créé par le scénariste Matt Fraction et le dessinateur Olivier Coipel qui apparaît pour la première fois dans le comic book The MightyThor (vol. 1) #1 en juin 2011.
Le personnage apparaît uniquement dans l'histoire « The Galactus Seed » des six premiers numéros de cette série. Dans le sixième numéro, il devient un héraut de Galactus et prend le nom de Praeter.
- Biographie du personnage :

Lorsque Asgard, la cité des dieux nordiques, s'installe dans la banlieue de Broxton en l'Oklahoma, la communauté chrétienne voit ses croyances perturbées par la présence de ses dieux. Les citoyens sont exposés aux conflits qui frappent les asgardiens. Après le siège d'Asgard par les forces de Norman Osborn, le pasteur Mike participe à une réunion avec sa congrégation qui conclut que les dieux nordiques ne sont plus les bienvenus. Le pasteur annonce la nouvelle à Volstagg, compagnon d'arme de Thor, qui le prend mal. Avec un groupe de ses fidèles, le pasteur se rend directement dans la cité d'Asgard pour exprimer leurs doléances.
Galactus arrive à ce moment sur Terre, en quête d'une graine d'Yggdrasil, censée pouvoir apaiser sa faim. Le pasteur supplie ce qu'il prend pour une incarnation de Dieu d'épargner la planète. L'entité cosmique refuse. Galactus n'arrive pas à trouver la graine cachée par Loki. Avec l'aide du Destructeur, les asgardiens, qui ont d'autres plans pour la graine, affrontent Galactus et le Surfer d'argent. Ce dernier, estimant la situation bloquée, propose de rester sur Terre pour vérifier que les asgardiens ne récupèrent pas la graine. Pensant que le courageux pasteur serait à même d'être la conscience dont Galactus avait besoin pour épargner des vies, le Surfer d'argent le convainc de prendre sa place et devenir le nouvel héraut. Le pasteur Mike prend le nom de Praeter.
- Pouvoirs et capacités :

Le pouvoir cosmique accordé par Galactus à Praeter lui permet de se déplacer à une vitesse proche de celle de la lumière et survivre au vide spatial.
Comme tous les autres hérauts de Galactus, il possède une force, une résistance et une endurance surhumaines.

## Hérauts temporaires et version alternative

### Hérauts temporaires
- Dazzler : dans un univers parallèle, la chanteuse terrienne Alison Blaire sert à une occasion Galactus et n'est investie du pouvoir cosmique que temporairement[8],[C 10],[9].
- Dents-de-sabre : dans la série des Exilés, une version parallèle où Galactus sauve les mondes.
- Rom : le Chevalier de l'espace ne sert Galactus qu'une seule fois et n'est pas investi du pouvoir cosmique[C 11].
- Johnny Storm : ne sert Galactus qu'une seule fois.

### Héraut dans une réalité alternative
Lors du crossover DC vs. Marvel « Superman/Fantastic Four (en) » en juin 1999, le « cyborg Superman » Hank Henshaw (en) de l'univers DC fait croire à Superman que Krypton a été détruite par Galactus. Superman voyage alors jusqu'à l'univers Marvel et confronte Galactus, mais devient brièvement son héraut.
Cet épisode a été replacé dans un contexte plus global, grâce à la saga JLA/Avengers (2003), un crossover en quatre parties affectant les deux univers (Marvel et DC) et qui aura des suites dans l'univers DC.
Shalla-Bal est l'anncienne impératrice de la planete Zenn-La, elle devient heraut de Galactus dans le film "Les Quatre Fantastiques : Premiers pas" en 2025.

### Comic books Marvel
Notations : s pour scénariste, d pour dessinateur, e pour encreur
1. ↑  (en) Silver Surfer (vol. 3) #70-75, Marvel Comics.
2. ↑  Louise Simonson (s), John Muth (d), John Buscema (d), Bill Sienkiewicz (e), Galactus: The Devourer #1-3 (septembre-novembre 1999)
3. 1 2  Keith Giffen (s), Renato Arlem (d,e), Annihilation: Silver Surfer #2-3 (juillet-août 2006)
4. 1 2  Keith Giffen (scénariste), Andrea Divito (d,e),Annihilation #1-3 (octobre-décembre 2006)
5. ↑  Keith Giffen (s), Ron Lim (d), Al Milgrom, « The Fallen - Samaritan », Thanos #11-12 (août-septembre 2004)
6. ↑  Keith Giffen (s), Renato Arlem (d,e), Annihilation: Silver Surfer #1-4 (juin-septembre 2006)
7. ↑  Michael Avon Oeming, Dan Berman (s), Andrea Divito (d,e), Stormbreaker: The Saga of Beta Ray Bill #1-5 (mars-juillet 2005)
8. ↑  Stuart Moore (s), Mike McKone (d), Annihilation: Heralds of Galactus (avril 2007)
9. 1 2  Matt Fraction (s), Olivier Coipel (d), "The Galactus Seed", The MightyThor (vol. 1) #1 (juin-novembre 2011)
10. ↑  Dan Fingeroth (s), Mike Vosburg (d), Jon D'Agostino (e), What If? vol.1 #33 (juin 1982)
11. ↑  Bill Mantlo (s), Sal Buscema (d), Joe Sinnott (e), Rom #26-27 (janvier-février 1982)